# Gracupica
Gracupica är ett fågelsläkte i familjen starar inom ordningen tättingar. Släktet omfattar idag vanligen fyra arter med utbredning i Asien från Indien och södra Kina till Bali:
- Svarthalsad stare (G. nigricollis)
- Svartvit stare (G. contra)
- Thaistare (G. floweri)
- Jallastare (G. jalla)

Tidigare placerades arterna i släktet Sturnus, men flera genetiska studier visar att det är starkt parafyletiskt, där de flesta arterna är närmare släkt med majnorna i Acridotheres än med den europeiska staren (Sturnus vulgaris).